# Hellmuth Habersbrunner
Hellmuth Habersbrunner (* 9. Mai 1899 in Zweibrücken; † 20. Januar 1959 in Bad Wiessee) war von 1934 bis 1945 Intendant und Geschäftsführer der Bayerische Rundfunk GmbH und des Reichssenders München, den Vorläufern des heutigen Bayerischen Rundfunks. Davor hatte Habersbrunner 1924 in München über die Gedichte Hans von Hopfens promoviert und war Dramaturg und Regieassistent am Münchener Schauspielhaus sowie bei der Deutschen Stunde in Bayern ab August 1927 Mitarbeiter und ab April 1928 Leiter der „Literarischen Abteilung“, die 1933 – weiterhin unter seiner Leitung – in  „Abteilung Hörspiel und Rezitation“ umbenannt wurde.